# Tonantins
Tonantins é um município brasileiro do interior do estado do Amazonas, Região Norte do país. Localiza-se a sudoeste de Manaus, capital do estado, distando desta cerca de 872 quilômetros. Sua população, estimada pelo Censo IBGE em 2022, era de 19 247 habitantes, sendo assim o quadragésimo município mais populoso do estado do Amazonas. Seu Índice de Desenvolvimento Humano (IDH) é de 0.548, de acordo com dados de 2010, o que é considerado baixo pelo PNDU.

## História
Por volta de 1754, os espanhóis continuavam penetrando a parte Oeste do Amazonas, o que veio a preocupar o governo colonial português. No iça, com a ajuda dos franciscanos, eles já tinham fundado algumas aldeias, e tentaram a criação de um forte na boca do rio Solimões. O rio até então pertencia a Espanha, pelo Tratado de Madri, mas os espanhóis queriam a qualquer custo reconquistar as posições perdidas por incúria do Tratado de 1750.
Em 1766, abandonaram o forte, e foram para o Napo, face as dificuldades de comunicações com o Posto de Papian, e pelo rigor do clima. Em 1768, o posto que fora abandonado pelos espanhóis, foi ocupado pelos soldados da Capitania portuguesa, isso por ordem do governado paraense Fernando da Costa de Ataíde Teive, e ficou sendo chamado de Forte de São Fernando do Içá.
Mais tarde, seguiram novas expedições, quando a Capitania era governada pelo coronel Joaquim Tinoco Valente, o governador do Grão Pará, era João Pereira Caldas, que também era militar; o ouvidor era Xavier de Sampaio. O comandante das expedições de guerra nesse território era o capitão engenheiro Felipe Sturn.
Em 1 de outubro de 1777, Portugal e Espanha concordaram novamente os aspectos dos limites nas colônias na América, com o Tratado de Santo Idelfonso, mantendo o tratado de 1750. Nesse tratado, os limites da Amazônia, vinha do rio Madeira ao médio rio Mamoré, até a foz do Rio Madeira, e na reta à margem do rio Javari, atalhando ao rio Solimões.
O primeiro vilarejo de Tonantins se formou com a vinda o missionário carmelita frei Matias Diniz, sendo habitado por índigenas Caiuvicenas, esse frei carmelita foi assassinado pelos próprios indígenas da aldeia, chamado de "Tonantins Velho" onde hoje é conhecido como bairro de São Francisco.
O vilarejo veio a renascer entre os anos de 1774/1775, por um Senhor chamado Sampaio, reunindo consigo índigenas das etnias Caiuvicenas, Passés e Tikunas. E ao longo dos séculos seguinte foram submetidos e catequizados pelos frades que vinha por meio de expedições, construindo assim igrejas e uma escola.
Nas décadas de 1940 e 1950 ocorreu a chegada de não-índigenas no território tonantinense, impulsionados crescimento de seringais voltados para a produção da borracha. Esta fluxo populacional acabou por expulsar os Kaixana dos aldeamentos de mais fácil acesso, que estavam situados à margem esquerda, próximos à confluência dos rios Mapari e Japurá, e naqueles sítios os novos migrantes não-indígenas estabelecerem os seus assentamentos urbanos que dariam origem à própria contemporânea sede municipal.
No início da década de 1980, o Município de Tonantins foi emancipado politicamente por meio do art. 68 do Decreto estadual nº 6.158, de 25 de fevereiro de 1982, tendo realizado eleições no mesmo ano, em que foi eleito um prefeito filiado ao PDS, partido oficialista do regime militar de 1964.

## Geografia
Coma área territorial de 6.433 Km2, a 3º 49' 56", longitude sul; 67º 53' 58", longitude Oeste de Greenwich, com altitude de 40 metros acima do nível do mar.
Tem clima tropical chuvoso úmido, temperatura que varia de 40 °C a 5 °C no mês de julho, com média de 25 °C.
Além da sede do município, conta com 42 comunidades ribeirinhas e também com terras indígenas.

### Demografia
A população de Tonantins é de 19.247 pessoas, de acordo com o Censo do IBGE de 2022. Esta população representa um aumento de 12,69% em comparação com o Censo de 2010, sendo que ela é composta em termos raciais majoritariamente por indivíduos autoidentificados como pardos e indígenas.
Entre os povos indígenas que residem em terras indígenas situadas neste município estão os povos os Kaixana e os Kokama, os quais enfrentam problemas socioambientais em razão das invasões de suas terras por não-indígenas.

## Organização político-administrativa
Sendo um município do Brasil, Tonantins é administrada por dois poderes, o executivo e o legislativo, independentes e harmônicos entre si. O primeiro é representado pelo prefeito, auxiliado pelo seu gabinete de secretários e eleito pelo voto popular para um mandato de quatro anos, sendo permitida uma única reeleição para mais um mandato consecutivo, enquanto que o segundo é representado pela Câmara Municipal de Tonantins, órgão colegiado de representação dos munícipes que é composto por vereadores também eleitos por sufrágio universal.
As atuais autoridades que ocupam cargos da organização político-administrativa de Tonantins são as seguintes (data: 07 de junho de 2024):
- Prefeito: Francisco Sales de Oliveira - REPU (2021/-)[9];
- Vice-prefeita: Suelem Lofiego Ribeiro - PSC (2021/-)[9];
- Presidente da Câmara: Alberto Martins Nascimento "Bete" - REPU (2023/-).[9][10]

## Infra-estrutura

### Educação
Foi na década de 1920 que surgiu o primeiro estabelecimento escolar criado no território que compõe o contemporâneo município de Tonantins: a escolinha São Francisco. Assim, em 1923, os padres católicos construíram essa escola e trouxeram a primeira docente para atuar neste território: a professora normalista dona Izabel Holanda. Esta iniciativa se deveu a atuação da missão de catequese da Igreja Católica no interior da Amazônia.
A educação infantil contemporânea em Tonantins atende crianças a partir de 3 anos de idade e é composta pelas únicas 5 escolas que formam a rede municipal de ensino, sendo todas localizadas na zona urbana tonantinense. São elas: 
- Creche Municipal Elielza Martins Araújo (criada em 2014)[13];
- Escola Municipal Naíde Lins[13];
- Escola Municipal Alfredo Pessoa[13];
- Escola Municipal Henrique Ataíde[13]; e
- Escola Municipal Benedito Rodrigues[13].

Segundo dados de 2010, a escolarização de pessoas de 6 a 14 anos de Tonantins era de 86,7% dessa população.

### Saúde
Em 2009 o município possuía um total de 4 estabelecimentos de saúde, sendo todos estes públicos municipais ou estaduais, entre hospitais, pronto-socorros, postos de saúde e serviços odontológicos. Neles havia 31 leitos para internação. Em 2014, 99,95% das crianças menores de 1 ano de idade estavam com a carteira de vacinação em dia. O índice de mortalidade infantil entre crianças menores de 5 anos, em 2016, foi de 13,77 indicando uma redução em comparação a 2000, quando o índice foi de 58,09 óbitos a cada mil nascidos vivos. Entre crianças menores de 1 ano de idade, a taxa de mortalidade reduziu de 45,64 (2000) para 13,77 a cada mil nascidos vivos, totalizando, em números absolutos, 85 óbitos nesta faixa etária entre 2000 e 2016. No mesmo ano, 31,96% das crianças que nasceram no município eram de mães adolescentes. Conforme dados do Sistema Único de Saúde (SUS), órgão do Ministério da Saúde, a taxa de mortalidade devido a acidentes de transportes terrestres registrou 5,37 óbitos em 2016, revelando um aumento comparando-se com o resultado de anos anteriores, quando não se registrou nenhum óbito neste indicador. Ainda conforme o SUS, baseado em pesquisa promovida pelo Sistema de Informações Hospitalares do DATASUS, não houve admissões hospitalares relacionadas ao uso abusivo de bebidas alcoólicas e outras drogas, entre 2008 e 2017.
A taxa de mortalidade infantil média na cidade é de 13,66 para 1.000 nascidos vivos. Em 2016, 20% das mortes de crianças com menos de um ano de idade foram em bebês com menos de sete dias de vida. Óbitos ocorridos em crianças entre 7 e 27 dias de não foram registrados. Outros 80% dos óbitos foram em crianças entre 28 dias e um ano de vida. No referido período, houve 2 registros de mortalidade materna, que é quando a gestante entra em óbito por complicações decorrentes da gravidez. O Ministério da Saúde estima que 100% das mortes que ocorreram em 2016, entre menores de um ano de idade, poderiam ter sido evitadas, especialmente pela adequada atenção à saúde da gestante, bem como pela adequada atenção à saúde do recém-nascido.
Tonantins possuía, até 2009, estabelecimentos de saúde especializados em clínica médica, obstetrícia, pediatria, cirurgia bucomaxilofacial e traumato ortopedia e nenhum estabelecimento de saúde com especialização em neurocirurgia, psiquiatria e outras especialidades médicas. Dos estabelecimentos de saúde, apenas 1 deles era com internação. Até 2016, havia 5 registros de casos de HIV/AIDS, tendo uma taxa de incidência, em 2016, de 0 casos a cada 100 mil habitantes, e a mortalidade, em 2016, de 0 óbitos a cada 100 mil habitantes. Entre 2001 e 2012 houve 7 casos de doenças transmitidas por mosquitos e insetos, sendo todos eles a leishmaniose.